# Xanthoparmelia subamplexuloides
Xanthoparmelia subamplexuloides är en lavart som beskrevs av Hale. Xanthoparmelia subamplexuloides ingår i släktet Xanthoparmelia och familjen Parmeliaceae.   Inga underarter finns listade i Catalogue of Life.